# Teodozy Cenobiarcha
Teodozy Cenobiarcha (gr. Θεοδόσιος ὁ Μέγας, cs. Феодосий Киновиарх), także (w prawosławiu) Teodozy Wielki (cs. Преподобный Феодосий Великий; ur. 424 w Mogariassos, w Kapadocji, zm. 11 stycznia 529) – święty katolicki i prawosławny, święty mnich, pustelnik oraz cenobita.

## Życie
Teodozy urodził się w Kapadocji w Azji Mniejszej, skąd pochodzili także Ojcowie kapadoccy: św. Bazyli, św. Grzegorz z Nazjanzu i św. Grzegorz z Nyssy. W poszukiwaniu drogi do doskonałości chrześcijańskiej udał się do Syrii, gdzie spotkał się z św. Symeonem Słupnikiem. Odwiedził Palestynę i w jaskini położonej przy drodze wiodącej z Jerozolimy do Betlejem utworzył pustelnię. Gromadził wokół siebie uczniów, którzy sukcesywnie zajmowali okoliczne pieczary. Życie pustelnicze zaczęło się przekształcać w formułę życia cenobitycznego tj. zakonnego we wspólnocie braci.
W 494 roku patriarcha jerozolimski Sallustiusz powierzył mu opiekę nad wszystkimi klasztorami Ziemi Świętej. Jako przełożony klasztorów osobiście angażował się w zwalczanie herezji monofizytów. Cesarz Anastazjusz I, który był gorącym zwolennikiem monofizytyzmu, ukarał mnicha wygnaniem. 
Teodozjusz powrócił do swojego monasteru po śmierci cesarza w 518 roku. Zmarł w wieku 105 lat i został pochowany w grocie Trzech Króli, gdzie według lokalnej tradycji miała przebywać Święta Rodzina przyjmując Mędrców ze Wschodu. Monaster przetrwał do XV wieku. W 1900 roku ruiny klasztoru przejął prawosławny patriarcha Jerozolimy i umieścił tam mnichów.
Teodozy otrzymał zaszczytny przydomek Cenobiarcha – „ojciec wielu klasztorów”.

## Kult
Jego wspomnienie liturgiczne w Kościele katolickim obchodzone jest w dies natalis (11 stycznia).
Kościół prawosławny wspomina wielkiego mnicha odpowiednio  11/24 stycznia.
W ikonografii święty przedstawiany jest jako stary mnich w szatach wielkiej schimy. Ma długą (w niektórych ujęciach sięgającą kolan), siwą brodę. Ręce ma w modlitwie złożone na piersi bądź oburącz trzyma zwój. Niekiedy, gdy jest rozwinięty, czytamy na nim: Troszczcie się o siebie i swoje stado.